# ピースピット
ピースピット (PEACEPIT) は、日本の演劇ユニット。

## 概要
劇団「惑星ピスタチオ」（2000年解散）に所属していた役者・末満健一により、2002年に旗揚げされた。特定のメンバーを持たず、公演毎に役者を募る「プロデュース」形式にて、年1～2本のペースで公演を行う。作品的な特徴としては、作りこまれた世界観、遊び心に満ちた演出ギミック、娯楽性を前面に押し出しつつ深い哲学性に支えられたストーリーなどが挙げられる。作風は多岐にわたるが、「街」などの外界と区切られた括りの中で物語が進行されたり、終末世界が舞台となることが多い。また作中に必ず「猫」が登場することも特徴のひとつとして挙げられる。
2014年『れみぜやん』を持って公演活動を一旦休止したが、2017年夏 TRUMPシリーズ新作「グランギニョル」をピースピット名義で公演。

## 主な作品
- ピースピットVOL.0『スエサンヤマサンのおもちゃ会議』【脚本・演出・プロデュース・出演】(2002年)
- ピースピットVOL.1『タイガー』【脚本・演出・プロデュース・出演】(2002年)
- ピースピットVOL.2『有毒少年』【脚本・演出・プロデュース・出演】(2003年)
- ピースピットVOL.3『グルービーデイズ・マリオ!!(GDM)』【脚本・演出・振付・プロデュース・出演】(2003年)
- ピースピットVOL.4『オウルズ・マップ』【脚本・演出・プロデュース・出演】(2004年)
- ピースピットVOL.5『ゴールド・バンバン!!(GBB)』【脚本・演出・振付・出演】(2005年)
- ピースピットVOL.6『グーグー・ムーチョ!!(GGM)』【脚本・演出・振付・出演】(2005年)
- ピースピットVOL.7『SMITH』【脚本・演出・出演・プロデュース】(2006年)
- ピースピットVOL.8『呪いの姫子ちゃん』【脚本・演出・出演】(2007年)
- ピースピットVOL.9『悪辣 The Dirty Play』【脚本・演出・出演】(2009年)
- ピースピットVOL.10『TRUMP』【脚本・演出・出演】(2009年)
- ピースピットVOL.11『MOTHER』【脚本・演出・出演】(初演：2010年3月、再演：2010年4月)
- ピースピットVOL.12『風雲! 戦国ボルテックス学園』【脚本・演出・出演】(2010年)
- ピースピットVOL.13『有毒少年』【脚本・演出・出演】(2010年)
- ピースピットVOL.14『BOOK』【脚本・演出】(2011年)
- ピースピットVOL.15『極楽百景亡者戯』【脚本・演出・出演】(2011年)
- ピースピットVOL.16『TRINITY THE TRUMP』【脚本・演出・出演(truth,reverseのみ)】(2012年)
- ピースピットVOL.17『RIP』【脚本・演出・出演】(2013年)
- ピースピットVOL.18『れみぜやん』【脚本・演出・出演】(2014年)
- ピースピット『グランギニョル』【脚本・演出】(2017年)[1]
- ピースピットHYT1『ニャンプー』【脚本・演出・プロデュース】(2006年)
- ピースピットHYT2『BOOK』【脚本・演出・プロデュース】(2007年)
- ピースピットHYT3『闇の猫』【脚本・演出・プロデュース】(2008年)
- ピースピットHYT4『CHILDREN』【脚本・演出】(2010年)
- ピースピットQYT1 ザ・ジーニーズ・ショウ2008 星降る夜の月光一座『眉山の獣』【脚本・演出・作詞】(2008年)
- ピースピットQYT1 ザ・ジーニーズ・ショウ2008 ローゼンス乙女『リオ・フォレストの柩』【脚本・演出・振付・作詞】(2008年)
- ピースピットQYT1 ザ・ジーニーズ・ショウ2008 極楽新喜劇『通天閣バトルロワイヤル』【脚本・演出・作詞】(2008年)
- ピースピットHYT123 SUGAR『チョコレートアーミー』【脚本・演出・出演】(2009年)
- ピースピットHYT123 SUGAR『ティアドロップキャンディ』【脚本・演出・出演】(2009年)
- ピースピットHYT123 SUGAR『ビスケットマシーン』【脚本・演出・出演】(2009年)
- ワークショップ公演『兎をめぐる冒険』(2007年)
- ピースピットEXTRA01 腹筋善之介プロデュース『ファインランドリー』メインアクト - 『ピースフルドリーマー・スクロールズ・トゥ・ヘブン』【出演・作品提供】(2002年)
- ピースピットEXTRA02 腹筋善之介プロデュース『ファインランドリー』コントショップ - 『なんでも屋マリオの一週間』【出演・作品提供】(2002年)
- ピースピットEXTRA03『スペシャルコントライブ in スズナリ』
- ピースピットEXTRA04 ピースピットシークレットライブ『観にきてくれてアリガトウ』 - 『満福星のショートプレイ・アイランド』【構成・演出・出演】(2005年)
- ピースピットEXTRA05 ピースピットシークレットライブ『観にきてくれてアリガトウ』 - 『満福星のネバー・エンディング・ストーリー』【構成・演出・出演】(2005年)
- ピースピットEXTRA06 ピースピットシークレットライブ『観にきてくれてアリガトウ』 - 『ペアプレイ・フェスティバル』【構成・演出・出演】(2005年)
- ピースピットEXTRA07『DTP-Laughter is designed』(2006年)
- ピースピットEXTRA08『劇団鳩座』【脚本・演出・出演】(2007年)
- アプリコットバス演劇ラリー『なんでも屋マリオの一週間Ⅱ』【脚本・演出・出演】(2002年)
- ピースピットスペシャルコントライブ『エドワード・コント・ボックス』【脚本・演出・プロデュース・出演】(2004年)
- PP presents live『1P～1PLAY 1PERSON 1PERFOMANCEでお贈りするピン芸の祭典』【企画】
- PEACEPIT THEMESONG LIVE2009 『ピーソン!』【企画・構成・出演】(2009年)
- 中之島春の文化祭『FATHER』【脚本・演出】(2010年)
- 中之島春の文化祭『馬鹿と天使』【脚本・演出】(2013年)

## ピースピット名義以外の作品
- (2001年)漫画地獄『漫画地獄の朗読ライブSPECIAL』【構成・演出・出演】
- (2005年)宇宙猿プロデュース・空想科學三人芝居『宇宙猿』【共同企画・出演】
- (2006年)バートンズ#1『ミステイクホテル』【脚本・演出・出演】
- (2006年)51会『頭脳世界フジオ』【脚本・演出・出演・プロデュース】
- (2006年)重田恵一人芝居『屋久島の女2006ver.』【脚本・演出】
- (2006年)梅本真里恵シークレット一人芝居【企画・構成・演出】
- (2007年)GLOBAL MAP『センチメンタルくまちゃん』【脚本・演出】
- (2007年)火曜日のシュウイチ『スタンリーの受難』【脚本・演出】
- (2007年)重田恵一人芝居『屋久島の女2007ver.』【脚本・演出】
- (2007年)P研2007 須恵地図vol.1『贋作・罪と罰』【演出・出演】
- (2007年)学校公演『無人島のチーズ』【脚本・演出・出演】
- (2007年)『年越し!オールナイトイシハラ0708』【企画・構成】
- (2008年)梅本真里恵シークレット一人芝居Ⅱ【企画・構成・演出】
- (2008年)テラヤマ博2008『花札伝綺』【演出・振付・出演】
- (2008年)テラヤマ博2008『破・花札伝綺』【演出・振付・出演】
- (2008年)パプリカン・ポップ1.0『図工劇 鰐とアコーディオン』【脚本・演出・出演】
- (2009年)パプリカン・ポップ2.0『白のペチカ』【アドバイザー】
- (2009年)TAKE IT EASY!×末満健一『千年女優』【脚本・演出】
- (2009年)TAKE IT EASY!×末満健一『千年女優（愛知ver.）』【脚本・演出】
- (2010年)劇団925『恋恋-ふたつのこい- 「ふしこい」』【脚本】
- (2010年)田渕法明一人芝居『廻る！すねいく郎』【脚本・演出】
- (2010年)TAKE IT EASY!×4DIRECTORS『DOLCE-4人のはじまらないドルチェ-』【総合演出】
- (2010年)TAKE IT EASY!×4DIRECTORS『DOLCE-サマータイム・ラヴァーズ-』【総合演出】
- (2010年)TAKE IT EASY!×4DIRECTORS『DOLCE-父よ、ついにこの日がやって来た-』【総合演出】
- (2010年)TAKE IT EASY!×4DIRECTORS『DOLCE-イル・フラテリ-』【脚本・演出】
- (2011年)TAKE IT EASY!×末満健一『千年女優（2011ver.）』【脚本・演出】
- (2011年)NMS09『踊る赤ちゃん人間』【脚本】
- (2011年)cube presents『有毒少年』【脚本・演出】 [2]
- (2012年)Eテレ・NHKワンセグ2『タクシードライバー祇園太郎』18話19話【脚本・アフレコ】
- (2013年)Dステ12th『TRUMP』【脚本・演出】
- (2013年)KAVCプロデュース『君ほほえめば』【演出・出演】 [3]
- (2013年)NHK FMシアター『ニューワールド』【脚本】 - ラジオドラマ
- (2014年)短編映画『ラブラブROUTE21』【脚本・監督】 [4]
- (2014年)赤星マサノリ×坂口修一 二人芝居『Equal-イコール-』【脚本】 [5]
- (2015年)羽田劇場【演出】[6]
- (2015年)二人芝居『Equal-イコール-』【脚本・演出】 [7]
- (2015年)Dステ17th『夕陽伝』【脚本】[8]
- (2015年)NAPPOS UNITED『TRUMP』【脚本・演出・出演】[9]
- (2016年)『天球儀』【脚本・演出】[10]
- (2017年)アニメーション NENENE-Film Vol.02 Waboku×Terarist『Cerebrator』【ナレーション】[11]
- (2017年)劇団壱劇屋『五彩の神楽』第一弾「憫笑姫 -Binshouki-」【出演】王役
- (2017年)しずかとユキ 二人芝居「Equal-イコール-」【脚本】
- (2018年)遠坂百合子（リリーエアライン）×アカルプロデュース公演 第3弾 『10年後のスピカ』【出演】船長役[12]
- (2018年)TRUMP series 10th ANNIVERSARY ミュージカル『マリーゴールド』【脚本・演出】[13] - 東京公演(8月28日19:00開演回)を全国9都市12館の映画館にてライブビューイング開催
- (2018年)TRUMPシリーズ10周年記念ライブ『繭期夜会』【構成・演出】 - なかのZERO 大ホール
- (2018年)短編朗読劇『雪のおわり春のはじまり』【脚本・演出】 - TRUMPシリーズ10周年記念ライブ「繭期夜会」で披露。グランギニョルの登場人物であるヴァンパイアハンター春林の物語。
- (2019年)田村芽実『無形有形』『歌が咲く』【作詞】[14] - 田村芽実1stミニアルバム「Sprout」に収録
- (2019年)TRUMP series 10th ANNIVERSARY『COCOON 月の翳り星ひとつ』【脚本・演出】[15] - 「月の翳り」編と「星ひとつ」編の二作同時上演。東京公演(5月23日19:00「月の翳り」編・5月24日19:00「星ひとつ」編 開演回)を全国9都市14館の映画館にてライブビューイング開催。
- (2019年)下野紘 リーディング＆ミニライブ2019”sympathy"【構成・演出】[16]
- (2019年)TRUMP series 10th ANNIVERSARY FINAL『繭期大夜会』【構成・演出】 - オーチャードホール、全国各地・15館にてライブ・ビューイングが開催
- (2019年)短編朗読劇『純血倶楽部へようこそ』【脚本・演出】 - TRUMP series 10th ANNIVERSARY FINAL「繭期大夜会」で披露。ジョルジュとモローが語り手
- (2019年)澤田誠企画「READ to TRUMP～極夜･幻月～」【脚本】[17] - 『TRUMP』リーディング公演(演出と読む役を変えた2バージョン)
- (2020年)舞台『鬼滅の刃』【脚本・演出】[18] - 全国79館の映画館にてライブビューイング開催
- (2020年)田村芽実『肌という嘘』『毎日女の子』【作詞】[19] - 田村芽実フルアルバム「無花果」に収録
- (2020年)二人芝居『Equal -イコール-』【脚本】韓国ソウル公演 [20]
- (2020年)shared TRUMPシリーズ 音楽朗読劇『黑世界 ～リリーの永遠記憶探訪記、或いは、終わりなき繭期にまつわる寥々たる考察について～』【脚本・演出】[21] - 一つの世界観を複数の作家が共有して創作する“シェアードワールド”の手法を用い７人の作家が脚本で参加した短編演劇集。「雨下の章」と「日和の章」の二作同時上演。全10回のライブ配信あり。
- (2020年)STAGE GATE VR シアター vol.2『Equal-イコール-』（リーディングスタイル）【脚本】[22]
- (2020年)「TRUMP」【原作】 - 漫画：はまぐり、ヤングエース12月号（KADOKAWA刊）から連載開始[23][24]
- (2021年)澤田誠企画「Equal」【脚本】[25]
- (2021年)舞台『鬼滅の刃』其ノ弐 絆【脚本・演出】[26] - 全国46館の映画館にてライブビューイング開催
- (2021年)リーディング公演『天球儀』＠韓国ソウル公演 - 2022年3月に日本で日本語字幕付で有料配信[27]
- (2021年)ミュージカル『Equal』【脚本】韓国ソウル公演 [28]
- (2022年)『Equal-イコール-』【脚本】[29]
- (2022年)TRUMPシリーズ ミュージカル『ヴェラキッカ』【脚本・演出】[30][31] - 全3回のライブ配信と『８Ｋオペラグラス配信』[32]あり。

### ハロー!プロジェクト
- (2012年)『ステーシーズ 少女再殺歌劇』【脚本・演出】
- (2013年)ゲキハロ第13回公演『我らジャンヌ～少女聖戦歌劇～』【脚本・演出】
- (2014年)演劇女子部 ミュージカル『LILIUM-リリウム 少女純潔歌劇-』【脚本・演出】
- (2014年)演劇女子部 S/mileage's JUKEBOX-MUSICAL『SMILE FANTASY!』【脚本・演出】
- (2015年)アンジュルムステーション1422「劇団田村！」ラジオドラマ『或る扉師の生涯』【脚本】
- (2015年)演劇女子部ミュージカル「LILIUM-リリウム 少女純潔歌劇-」感謝祭・短編『二輪咲き』【脚本・構成・演出】

### 劇団Patch
- (2012年)Patch stage vol.1『OLIVER BOYS』【脚本・演出】 [33]
- (2013年)Patch stage vol.2『巌窟少年』【脚本・演出】 [34]
- (2013年)Patch stage vol.3『白浪クインテット』【脚本・演出】 [35]
- (2014年)Patch stage vol.4『破壊ランナー』【潤色・演出】 [36]
- (2015年)Patch stage vol.6『SPECTER』【脚本・演出】 [37]
- (2015年)中之島春の文化祭 劇団Patch『冬の来訪者たち』【脚本・演出】
- (2015年)Patch stage EX『熱海殺人事件』【企画立案】 [38]
- (2015年)Patch stage vol.7『幽悲伝』【脚本・演出】[39]
- (2016年)Patch stage EX『Four Contacts ～よん!ろしくお願いします!! 劇団Patch四期生お披露目祭!!』【企画立案】[40]
- (2016年)Patch stage vol.8『浮世戯言歌劇「磯部磯兵衛物語～浮世はつらいよ～」高尾山地獄修業編』【脚本・演出】 [41]
- (2016年)Patch stage vol.9 舞台『磯部磯兵衛物語～浮世はつらいよ～天晴版』【脚本・演出】[42]
- (2017年)Patch stage vol.10『羽生蓮太郎』【脚本・演出】[43]
- (2019年)Patch × TRUMP series 10th ANNIVERSARY『SPECTER』【脚本・演出】 [44]

### 舞台『K』
- (2014年)舞台『K』【脚本・演出】 [45]
- (2015年)舞台『K 第二章 -AROUSAL OF KING-』【脚本・演出】 [46]
- (2016年)舞台『K -Lost Small World-』【脚本・演出】『BLACK DOG LIVE～fromアイドルＫ』 との二部構成[47]
- (2017年)舞台『K -MISSING KINGS-』【脚本・演出】[48]
- (2019年)舞台『K -RETURN OF KINGS-』【脚本・演出】[49]

### 舞台『刀剣乱舞』
- (2016年)舞台『刀剣乱舞』〜虚伝 燃ゆる本能寺〜【脚本・演出】[50] シアター1010(東京)、大阪メルパルクホール(大阪) 全24ステージ
- (2016年～2017年)舞台『刀剣乱舞』虚伝 燃ゆる本能寺 ～再演～【脚本・演出】[51] 天王洲 銀河劇場(東京)、アルモニーサンク北九州ソレイユホール(福岡)、大阪メルパルクホール(大阪) 全37ステージ
- (2017年)舞台『刀剣乱舞』義伝 暁の独眼竜【脚本・演出】[52] 天王洲 銀河劇場(東京)、京都劇場(京都)、福岡サンパレス ホテル＆ホール(福岡) 全46ステージ
- (2017年)舞台『刀剣乱舞』外伝 此の夜らの小田原【脚本・演出】[53] 小田原城 天守閣前特設野外ステージでの一夜限りの公演
- (2017年)舞台『刀剣乱舞』ジョ伝 三つら星刀語り【脚本・演出】[54] 「序伝 跛行する行軍」と「如伝 黒田節親子盃」の二部構成  TOKYO DOME CITY HALL(東京)、大阪メルパルクホール(大阪)、福岡サンパレス ホテル＆ホール(福岡) 全17ステージ
- (2018年)短編作品『恕伝 呑み取りの槍』【脚本・演出】舞台『刀剣乱舞』ジョ伝 三つら星刀語り Blu-ray & DVDの映像特典として収録
- (2018年)舞台『刀剣乱舞』悲伝 結いの目の不如帰【脚本・演出】[55] 明治座(東京)、京都劇場(京都)、福岡サンパレス ホテル＆ホール(福岡)、日本青年館ホール(東京)、天王洲 銀河劇場(東京凱旋公演) 全55ステージ
- (2019年)舞台『刀剣乱舞』慈伝 日日の葉よ散るらむ【脚本・演出】[56] 品川プリンスホテル ステラボール(東京)、サンケイホールブリーゼ(大阪)、AiiA 2.5 Theater Kobe(兵庫)、品川プリンスホテル ステラボール(東京凱旋公演) 全60ステージ
- (2019年～2020年)舞台『刀剣乱舞』維伝 朧の志士たち【脚本・演出】[57] TOKYO DOME CITY HALL(東京)、AiiA 2.5 Theater Kobe(兵庫)、TBS赤坂ACTシアター(東京凱旋公演)、福岡サンパレス　ホテル＆ホール(福岡) 全63ステージ
- (2020年)科白劇 舞台『刀剣乱舞/灯』 綺伝 いくさ世の徒花 改変 いくさ世の徒花の記憶【脚本・演出】[58] 品川プリンスホテル ステラボール(東京)、日本青年館ホール(東京)　全38ステージ。COVID-19の影響で、当初予定していた「舞台『刀剣乱舞/灯』綺伝 いくさ世の徒花」を中止して、講談師・神田山緑の出演、キャスト全員がフェイスガードを着用、映像を使った殺陣シーン、舞台上の役者を2メートル以内に近づけない演出による新形態の“科白劇”として上演 [59]
- (2021年)舞台『刀剣乱舞』天伝 蒼空の兵 -大坂冬の陣-【脚本・演出】[60] IHIステージアラウンド東京(東京) 1月～3月ロングラン公演 全94ステージ
- (2021年)舞台『刀剣乱舞』无伝 夕紅の士 -大坂夏の陣-【脚本・演出】[61] IHIステージアラウンド東京(東京) 4月～6月ロングラン公演 全83ステージ
- (2022年)舞台『刀剣乱舞』綺伝 いくさ世の徒花【脚本・演出】[62] 明治座(東京)、福岡サンパレス ホテル＆ホール(福岡)、新歌舞伎座(大阪)  全46ステージ

## 小説・戯曲集
- (2015年)『ドナテルロ回顧録』 -  Patch stage vol.6『SPECTER』の公演パンフレットに書き下ろしたTRUMPシリーズ短編小説
- (2015年)『３分間エスパー』(全10話) - ニコニコチャンネル「末満健一の幽機交流領域」にて連載(2015/07～10)
- (2015年)『小説【悪辣】』 - ニコニコチャンネル「末満健一の幽機交流領域」にて不定期連載(2015/10～)
- (2015年)『Pendulum-ペンデュラム-』 - ニコニコチャンネル「末満健一の幽機交流領域」にてTRUMPシリーズ連載小説(2015/11～ 不定期連載)
- (2017年)『シモンには動機がない』 -  ピースピット『グランギニョル』の公演パンフレットに書き下ろしたTRUMPシリーズ短編小説
- (2018年) 戯曲 舞台『刀剣乱舞』虚伝 燃ゆる本能寺
- (2018年) 戯曲 舞台『刀剣乱舞』義伝 暁の独眼竜
- (2018年)『ホフマンと双子の繭期』 -  ピースピット ミュージカル『マリーゴールド』の公演パンフレットに書き下ろしたTRUMPシリーズ短編小説
- (2018年) ソフィ・トリロジー〈TRUMPシリーズ戯曲集Ⅰ TRUMP/LILIUM/SPECTER〉
- (2018年) 戯曲 舞台『刀剣乱舞』ジョ伝 三つら星刀語り - 「序伝 跛行する行軍」、「如伝 黒田節親子盃」、「恕伝 呑み取りの槍」、「外伝 此の夜らの小田原」計4作を収録
- (2018年)『賊は月夜に死す』 - ニコニコチャンネル「末満健一の幽機交流領域」にて書き下ろしたTRUMPシリーズ短編小説
- (2019年)『アンジェリコを待ちながら』 - TRUMP series 10th ANNIVERSARY『COCOON 月の翳り星ひとつ』の公演パンフレットに書き下ろしたTRUMPシリーズ短編小説
- (2019年)『ドナテルロ追想録 -繭期幻想-』 - アニメイトでの旧譜キャンペーン特典として対象商品購入者に進呈された書き下ろしTRUMPシリーズ短編小説
- (2019年) デリコ・トリロジー〈TRUMPシリーズ戯曲集Ⅱ グランギニョル／COCOON月の翳り／COCOON星ひとつ〉[63]
- (2019年) TRUMPシリーズ短篇集『Pendulum』  【収録作品】
  - 「灰かぶりの世界」（書き下ろし小説）
  - 「ドナテルロ回顧録」（小説）
  - 「シモンには動機がない」（小説）
  - 「ホフマンと双子の繭期」（小説）
  - 「アンジェリコを待ちながら」（小説）
  - 「賊は月夜に死す」（小説）
  - 「二輪咲き」（戯曲）
  - 「雪のおわり春のはじまり」（戯曲）
  - 「Pendulum-ペンデュラム-」（書き下ろし小説）
  - 「深海にて」（書き下ろし小説）
- (2019年) 戯曲『刀剣乱舞』 悲伝 結いの目の不如帰
- (2022年)『そこのみが闇』 - コミック版「TRUMP」第2巻の巻末に収録された書き下ろしTRUMPシリーズ短編小説

## 作中に登場する街（場所）と猫
- 場所：ヘブンズパレス / 猫：黒猫（有毒少年）
- 場所：トラブルタウン / 猫：キャットフィールド、ミーア他（GDM/GBB/GGM、他）
- 場所：クロックタウン / 猫：ツァラツストラ他（オウルズ・マップ）
- 場所：移動城塞都市スミス / 猫：黒猫屋カフカ(SMITH)
- 場所：扉の国 / 猫：コウモリ猫（呪いの姫子ちゃん）
- 場所：猫の谷 / 猫：登場キャラがすべて猫（ニャンプー）
- 場所：ノワール / 猫：闇の猫タナトス（闇の猫）
- 場所：小説世界の中 / 猫：猫の騎士(BOOK)
- 場所：最果ての森 / 猫：まだら猫（タイガー）
- 場所：悪辣街 / 猫：黒猫屋カフカ（悪辣 The Dirty Play）
- 場所：クラン / 猫：老いた猫アレン（TRUMP）
- 場所：浪花坂 / 猫：赤猫宗一郎（れみぜやん）

## オリジナル楽曲
- 51会 主題歌「FUJIO IN BIZZARRE WORLD」 作曲：西村明正　作詞：西村明正、末満健一
- 51会 劇中歌「恋包丁」 作曲：西村明正　作詞：末満健一、西村明正
- 51会 劇中歌「地獄校長のテーマ」 作曲：西村明正　作詞：西村明正、末満健一
- HYT2『BOOK』主題歌「僕たちの物語」 作曲：西村明正　作詞：末満健一
- HYT3『闇の猫』主題歌「ノワール」 作曲：上野亨　作詞：末満健一
- HYT3『闇の猫』劇中歌「ノクターン」 作曲：上野亨　作詞：末満健一
- HYT3『闇の猫』劇中歌「星月夜」 作曲：上野亨　作詞：末満健一
- HYT3『闇の猫』劇中歌「ムササビは飛んでいく」 作曲：上野亨　作詞：末満健一
- HYT123『SUGAR』主題歌「もっともっとSUGAR!」 作曲・作詞：末満健一
- HYT123『SUGAR』主題歌「LOVE&SUGAR」 作曲：児島塁　作詞：末満健一
- QYT1『眉山の獣』主題歌「カルワリオ」 作曲：児島塁　作詞：末満健一
- QYT1『リオ・フォレストの柩』主題歌「我ら薔薇よ」 作曲：児島塁　作詞：末満健一
- QYT1『通天閣バトルロワイヤル』主題歌「通天閣バトルロワイヤル」 作曲：児島塁　作詞：末満健一
- ピースピットVOL.7『SMITH』主題歌「夜明けのハミング」（大阪のバンド「TRIBECKER」による提供）
- ピースピットVOL.9『悪辣 The Dirty Play』主題歌「YOU ARE DIRTY PLAYER.」 作曲：西村明正　作詞：末満健一
- 『千年女優』主題歌「アパンナカ」 作曲：和田俊輔　作詞：末満健一
- 『千年女優』劇中歌「数え歌 無限千年回廊」 作曲：和田俊輔　作詞：末満健一
- 『千年女優』劇中歌「いろは唄 乙女千年疾走」 作曲：和田俊輔　作詞：末満健一
- ピースピットVOL.12『風雲！ 戦国ボルテックス学園』主題歌「超校歌ボルテックス」 作曲：和田俊輔　作詞：末満健一
- ピースピットVOL.13『有毒少年』オープニングテーマ「Dear boy is Fragarach」 作曲：和田俊輔　作詞：末満健一
- ピースピットVOL.13『有毒少年』劇中歌「フライマンサーカスの栄光」 作曲：和田俊輔　作詞：末満健一
- ピースピットVOL.13『有毒少年』メインテーマ「TOXIC WORLD」 作曲：和田俊輔　作詞：和田俊輔 吉次正太郎 末満健一

## 主な出演俳優
- 三谷恭子（売込隊ビーム）
- 山浦徹（化石オートバイ）
- 赤星マサノリ(sunday)
- 上原日呂（月曜劇団）
- 石原正一（石原正一ショー）
- 行澤孝（劇団赤鬼）
- 福山しゅんろう
- 坂口修一
- 重田恵（コレクトエリット）
- 梅本真里恵（売込隊ビーム）
- 片岡百萬両（ミジンコターボ）
- 立花明依